# Whaddon (Hilperton)
Whaddon – wieś w Anglii, w hrabstwie Wiltshire, w dystrykcie (unitary authority) Wiltshire, w civil parish Hilperton. Leży 41 km na północny zachód od miasta Salisbury i 144 km na zachód od Londynu. W 1891 roku civil parish liczyła 18 mieszkańców. Whaddon jest wspomniana w Domesday Book (1086) jako Wadone.